# Американська психологічна асоціація
Америка́нська психологі́чна асоціа́ція (АПА) (англ. American Psychological Association, APA) — одне з найбільш впливових об'єднань професійних психологів у світі, що включає фахівців із США і Канади, асоційованих членів з інших країн. У ній перебуває близько 150 тис. членів, бюджет організації становить близько 70 мільйонів доларів. "Місія" АПА — «Просувати психологію як науку, професію і засіб удосконалення добробуту, психічного здоров'я та освіти людей».
АПА було засновано в липні 1892 групою з 26 психологів в університеті Кларка, першим президентом став Г.Стенлі Холл. В даний час (2010-і роки), асоціація складається з 54 підрозділів по областях науки і практики і 58 регіональних відділень в США і Канаді.
Вибори президента АПА виробляються щорічно.

## Історія
29 серпня 1929. Карлом Мюрчісоном був опублікований перший каталог членів АПА — «Психологічний реєстр» (Psychological Register).
Під час реорганізації АПА, 1945 року, була створена система секцій (divisions), кожна з яких має свій номер. Проте в АПА немає четвертої та одинадцятої секції. Четверта секція призначалася для психометричного суспільства, але воно відмовилося від вступу до АПА, а одинадцяту (патопсихології та психотерапії) було приєднано до дванадцятої (клінічної психології).
29 серпня 1969 в Чикаго не розпочався черговий з'їзд АПА. Через жорстокість, проявлену чиказькою поліцією до протестувальників проти війни у В'єтнамі на Національному демократичному конвенті 1968 року, АПА перенесла свій щорічний з'їзд до Вашингтону, де він почався 31 серпня.
У 2007 році, асоціація брала участь в організації першого «Дня психології», приуроченого до Всесвітнього дня психічного здоров'я.

## Криза і розкол
Протягом XX століття в АПА відбувалися постійні сутички між протиборчими групами її членів. Одне з найбільших протистоянь, спостерігалося між теоретиками і експериментаторами, з одного боку, і прикладними психологами, з іншого боку. Опитування, проведене 1957 року, у відділенні експериментальної психології, показало, що тільки 55% членів схвалили АПА, 30% висловилися проти цієї організації, і було виявлено зростальне бажання експериментаторів покинути її. Напруженість між спільнотами практиків і «академіків» різко загострилася в 1980-х роках, коли практики виявилися в більшості. Якщо в 1940 році, академічною психологією переймалися близько 70% членів АПА, то 1985 року — лише 33%. «Академіки» часто заявляли, що АПА прагне задовольнити інтереси гільдії практиків, у тому числі отримання страхувальних виплат, можливість виписування рецептів на психоактивні препарати, забезпечення для клінічних психологів таких же госпітальних привілеїв, що і для психіатрів. Протягом другої половини XX століття, було зроблено декілька спроб вирішити ці протиріччя шляхом реорганізації АПА. Проте з плином часу "академікам" ставало все складніше домагатися потрібних їм рішень, тому багато з них йшли з АПА. Остання спроба реорганізації була зроблена в лютому 1987 року. Обговорення плану реорганізації було емоційним і відбувалося в обстановці суперечок, інтриг і взаємних звинувачень в недовірі. Приватний практик - психолог Стенлі Грем, який став президентом АПА в 1990 році, спочатку підписав документ про реорганізацію, але незабаром змінив свою позицію і почав виступати проти його ратифікації. У підсумку багато академіків, за словами колишнього президента АПА Логана Райта, зробили висновок, що «АПА стала гільдією, керованою представниками дрібного бізнесу». Прихильники академічної психології створили власну організацію під назвою Американське психологічне суспільство (англ. American Psychological Society, APS), згодом перейменовану на Асоціацію психологічної науки (Association for Psychological Science). Між цими організаціями виникли ворожі стосунки. Рада АПА намагався зняти членів конкуруючої організації з керівних позицій у АПА під приводом конфлікту інтересів. Спроби виявилися безуспішними, але більшість членів Американського психологічного товариства покинули АПА добровільно. Як зазначає Т.Ліхі, "прагнення психологів-практиків мати свою професійну спілку виявилося несумісним з прагненням академічних учених мати наукове товариство". Він пояснює це тим, що психологія занадто велика й розмаїта, щоби піддаватися уніфікації.